# Robert H. Park
Robert H. Park (Strasburgo, 15 marzo 1902 – 18 febbraio 1994) è stato un ingegnere e inventore statunitense, noto soprattutto per la trasformata di Park, utilizzata per semplificare l'analisi dei circuiti elettrici trifase. Il relativo articolo scientifico del 1929 si classificò al secondo posto, nella classifica degli articoli di maggior impatto scientifico nell'ambito dell'ingegneria dei sistemi di potenza del XX secolo.

Park era membro IEEE e membro della National Academy of Engineering.

## Biografia
Park è nato il 15 marzo 1902 a Strasburgo, quando suo padre, il sociologo urbano Robert E. Park, studiava in Germania. Tornato negli Stati Uniti, visse a Wollaston, nel Massachusetts, e nel 1923 si laureò in ingegneria elettrica presso il Massachusetts Institute of Technology. Successivamente frequentò il Royal Institute of Technology di Stoccolma, in Svezia, per migliorare le sue conoscenze sul calcolo operativo.
Park iniziò a lavorare per General Electric, dove scrisse il suo articolo "trasformazioni di Park"  nel 1929. Durante la Seconda guerra mondiale fu coinvolto nello sviluppo delle mine presso il Naval Ordnance Laboratory, ottenendo 17 brevetti negli Stati Uniti. Dopo la guerra divenne direttore dell'ufficio Ricerca e Sviluppo presso la Emhart Manufacturing Company nel 1946, iniziò a lavorare come consulente indipendente e produttore nel campo dell'automazione nel 1953, e fu presidente di Fast Load Control, Inc. attivo nella stabilità dei sistemi di potenza nel 1968.
In tutto, Park depositò 64 brevetti negli Stati Uniti, ricoprendo una vasta area di discipline.

## Riconoscimenti
Park ha ricevuto numerosi premi e riconoscimenti, tra cui il Navy Distinguished Civilian Service Award nel 1945, l'elezione a IEEE Fellow nel 1965, la IEEE Lamme Medalnel 1972, “In riconoscimento del suo eccezionale contributo all'analisi del comportamento transitorio di macchine e sistemi in corrente alternata" e l'elezione a membro della National Academy of Engineering nel 1986.